# San Francesco degli Scarioni
San Francesco degli Scarioni je rimokatolička crkva smještena u uskoj ulici, Via Arco Mirelli #19, u središnjem Napulju, Italija. Osnovano je i još uvijek u vlasništvu franjevačkog reda.
Izgradnja današnje crkve započela je 1704. prema nacrtima Giovannija Battiste Naucleria, a dovršena je 1721. Pokrovitelj je bio Leonardo Scarioni, toskanski trgovac koji je 1701. umro bez nasljednika, a obdario je samostan franjevaca iz svojih domovina.
Na pročelju je drveni kip sv. Franje. Na glavnom oltaru (1755.) nalazi se platno s prikazom Krista i Bogorodice kako daju oprost sv. Franji (1773.) Francesca De Mure . U sakristiji je platno s prikazom Razgovora s raspelom svetog Tome (1580.) Marka Laura, koje se drži u luneti s freskama Bogorodice sa svetim Ivanom Krstiteljem i svetim Mihaelom arkanđelom. Glazbene orgulje datiraju iz 1721.